# Vipio strigator
Vipio strigator är en stekelart som först beskrevs av Juan Brèthes 1913.  Vipio strigator ingår i släktet Vipio och familjen bracksteklar. Inga underarter finns listade i Catalogue of Life.